# Гаевка (Белгородская область)
Гаевка — хутор в Волоконовском районе Белгородской области России. В составе Волчье-Александровского сельского поселения.

## География
Хутор расположен в восточной части Белгородской области, близ границы с Украиной, в 22,4 км по прямой к западу от районного центра Волоконовки.

## История

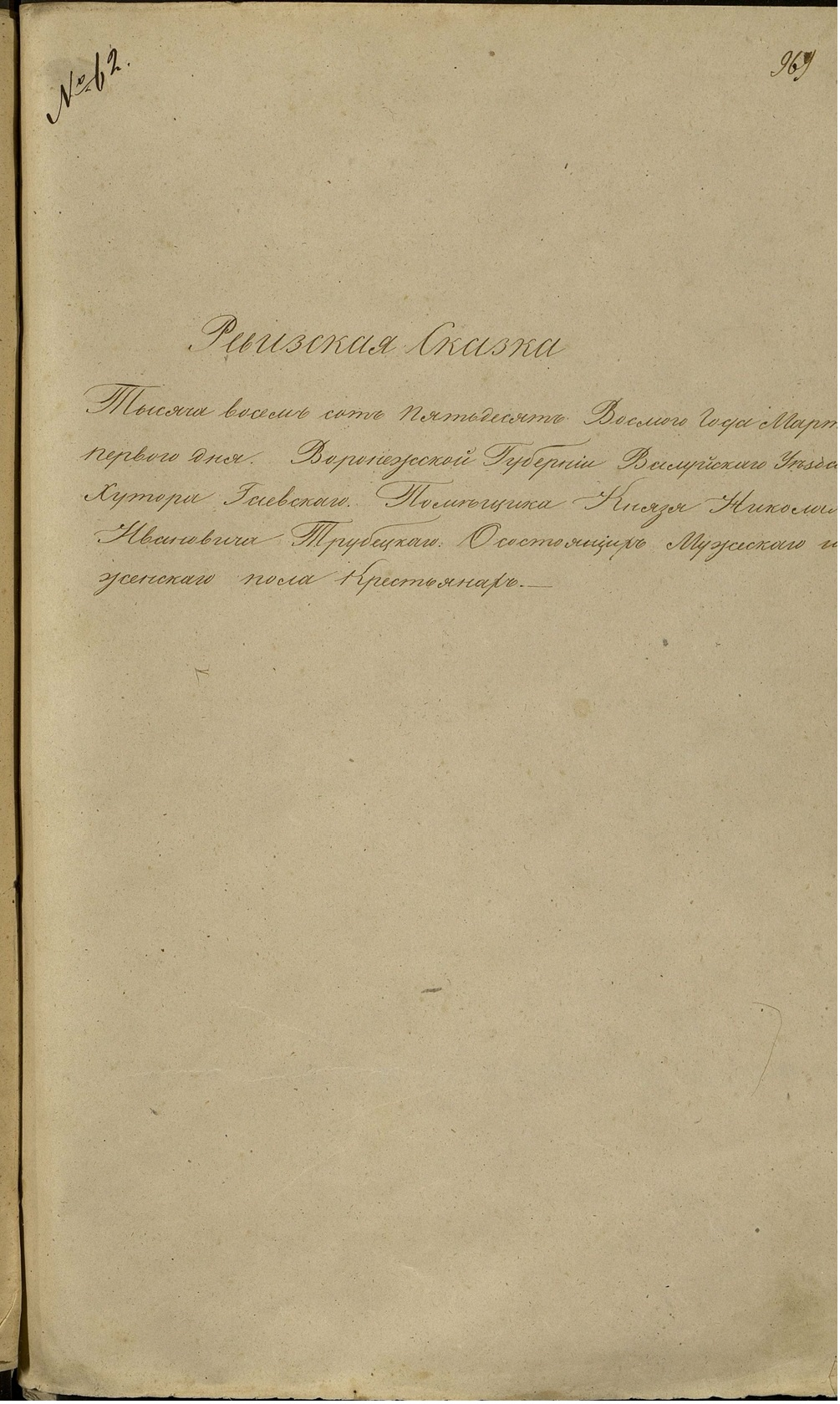
Воронежская губерния, Валуйский уезд, х. Гаевский. ревизская сказка 1858 г.

В ревизской сказке за 1858 год помещиком хутора значится князь Николай Иванович Трубецкой

## Население
В 1858 г. значится 66 мужского пола и 73 женского пола крестьян.
| 2002 | 2010 |
| ---- | ---- |
| 33   | ↘11  |